# 884 Priamus
884 Priamus, sau  884 Priam, este un asteroid troian jovian. A fost descoperit de astronomul Max Wolf la 22 septembrie 1917, la Heidelberg, în Germania.

## Caracteristici
El își împarte orbita în jurul Soarelui, cu planeta Jupiter, în punctul Lagrange L5, în „tabăra troiană”, adică este situat cu 60° în urma lui Jupiter.
Numele asteroidului face referire la regele mitic al Troiei, Priam, cunoscut îndeosebi din epopeea homerică, Iliada. Denumirea sa provizorie era 1917 CQ.